# Рослау
Рослау (нем. Roßlau) — упразднённый город в Германии, в земле Саксония-Анхальт. С 1 июля 2007 года — округ города Дессау-Рослау. Занимает площадь 61,80 км². В городе есть несколько памятников архитектуры позднего классицизма архитектора Готфрида Бандхауэра.
Население в 2006 году составляло 13 930 чел.
До упразднения город входил в состав района Анхальт-Цербст.

## История
Первое упоминание о населённом пункте относится к 1215 году. Первый мост через Эльбу был построен в городе в 1583 году; 20 лет спустя город получил статус рыночного. На мосту через Эльбу во время Тридцатилетней войны в 1626 году состоялась битва при Дессау. Несколько лет спустя, в 1631 году, мост был разрушен. В 1740 году в городе были построены ратуша и замок.
В 1841 году Рослау был связан с железнодорожной сетью. В 1907 году была введена в эксплуатацию трамвайная линия между Дессау и Рослау, разрушенная 7 марта 1945 года и более не восстановленная.
Осенью 1933 года национал-социалистское правительство Анхальта основало в бывшем Народном доме на Хауптштрассе, 51 один из ранних концентрационных лагерей.
Город значительно пострадал в наводнении 2002 года.

## Известные уроженцы, жители
Лев Александрович Шардиус (нем. Friedrich Ludwig Schardius; 1796—1855) — нумизмат и архивариус, служивший хранителем коллекций монет в Петербургском Эрмитаже.